# Endrődi Sebő
Endrődi Sebő (Kassa, 1903. október 18. - Budapest, 1984. december 12.) magyar entomológus, muzeológus. A lemezescsápú bogarak (Lamellicornia) világszerte elismert szaktekintélye, a Magyar Természettudományi Múzeum Coleoptera gyűjteményének munkatársa. Számos tudományra új bogárfajt írt le, főleg a ganajtúrófélék (Scarabaeidae) és a cukorbogárfélék (Passalidae) családjából. Zoológiai szakmunkákban nevének rövidítése: „Endrödi”.

## Pályafutása
A budapesti Pázmány Péter Tudományegyetemen jogászként végzett 1931-ben. A biológiai tudomány kandidátusa címet 1957-ben szerezte meg. 1949 és 1956 közt jogászként dolgozott a Duna Gőzhajózási Társaságnál, majd oktató a Kertészeti Főiskolán (1949–1956), és a gödöllői Agrártudományi Egyetem Növényvédelmi Tanszékén (1956–1961). 1961 és 1966 közt Magyar Földművelésügyi Minisztérium Növényvédelmi Szolgálata Zárszolgálati Laboratóriumának munkatársa. Nyugdíjasként a Magyar Természettudományi Múzeum Állattárában, a Bogárgyűjteményben dolgozott (1966–1984).

## Tudományos közéleti tevékenység
- Magyar Rovartani Társaság tag 1923–1984
- Jugoszláv Rovartani Társaságnak (Jugoslovensko entomološko društvo) tiszteletbeli tag
- Osztrák Rovartani Társaságnak (Österreichische Entomologische Gesellschaft) tag
- Müncheni Rovartani Társaságnak (Münchener Entomologische Gesellschaft) tag
- Közép-európai Nemzetközi Entomofaunisztikai Szimpóziumokat előkészítő bizottság állandó tag 1964–1984

## Kutatási terület
Első közleménye (1938) a ganajtúrófélék (Scarabaeidae) óriásbogárformák (Dynastinae) alcsaládjába tartozó Oryctes genusz palearktikus fajainak alfaji tagozódásával foglalkozott. Kisebb cikkeiben a fenti csoport számos új faját írta le, és célul tűzte ki az egész alcsalád monografikus feldolgozását. Az ebből készült (The Dynastinae of the World (Budapest–Hagen, 1985, 800 pp.) című könyv lehetővé tette a Föld összes olyan orrszarvúbogár-fajának meghatározását, amely a megjelenés idején ismert volt, ma is alapműnek számít az alcsaláddal foglalkozó szakemberek körében. 
Számos fajt írt le a ganajtúrófélék (Scarabaeidae) és a cukorbogárfélék (Passalidae) családjából, főleg Afrikából. Feldolgozta Kaszab Zoltán mongóliai expedícióinak, valamint több hazai és külföldi intézet afrikai expedícióinak lemezescsápúbogár-anyagát. Aktív résztvevője volt Magyarország bogárfaunisztikai feltárásának is. A Magyarország Állatvilága c. sorozatban  több család határozókulcsát írta meg. Több ízben gyűjtött külföldön is, az egzotikus anyagokat tartalmazó magángyűjteményét – benne számos típuspéldányt – a Magyar Természettudományi Múzeum vásárolta meg. A Börzsöny hegység faunáját reprezentáló gyűjteményének nagyobb része halála után fia (Endrődy-Younga Sebestyén, szintén entomológus) révén a pretoriai (Dél-afrikai Köztársaság) Transvaal Museumba került.

## Oktatói tevékenység
- Kertészeti Főiskola 1949–1956
- Agrártudományi Egyetem Növényvédelmi Tanszék 1956–1961

## Fontosabb publikációk
- Monographie der Gattung Anthypna Latr. (Folia entomologica hungarica, 5, 1952, 1, 1–40.).
- Lemezescsápú bogarak-Lamellicornia (Magyarország Állatvilága, 9. kötet, 2. füzet, Bp., 1956, 189 pp.).
- A lemezescsápú bogarak (Lamellicornia) kárpátmedencei lelőhelyadatai (Folia entomologica hungarica, 10, 1957, 6, 145–226.).
- Eszelények-Attelabidae (Magyarország Állatvilága, 10. kötet, 6. füzet, Bp., 1958, 34 pp.).
- Szúbogarak-Scolytidae (Magyarország Állatvilága, 10. kötet, 9. füzet, Bp., 1959, 96 pp.).
- Ormányosbogarak I-V.-Curculionidae I-V. (Magyarország Állatvilága, 10. kötet, 4-8. füzet, Bp., 1960–1971, 77+126+104+129+167 pp.).
- Ormányosalkatúak-Rhynchophora (Magyarország Állatvilága, 10. kötet, 1. füzet, Bp., 1961, 24 pp.).
- Bestimmungstabelle der Otiorrhynchus-Arten des Karpaten-Beckens (Coleoptera-Curculionidae) (Ostrava, 1961, 123.).
- A Börzsöny-hegység bogárfaunája, VII. Lamellicornia (Folia historico-naturalia Musei Matraensis, 5, 1979, 25–27).
- The Dynastinae of the World (Budapest–Hága, 1985, 800 pp.). – Irod.: Tesař, Zdeněk: Zur Verleihung des Preises für hervorragende Leistungen in der Entomofaunistik an Dr. S. E. (Acta Musei Reginaehradecensis S. A. Supplementum, 1980, 18–19).
- Kaszab Zoltán: Dr. E. S. (1903–1984). Bibliográfiával (Folia entomologica hungarica 46, 1985, 2, 5–16)
- Kaszab Zoltán–Papp, Charles S.: S. E. Bibliográfiával (1903–1984) (Entomography, 4, 1986, 379–397).
- Kaszab Zoltán–Zunino, Mario: L'opera scarabeologica di S. E. (1903–1984). Bibliográfiával (Memorie della Societa Entomologica Italiana, Genova, 64, 1986, 45–52).
- Endrődi Sebő: Bogarak. Búvár zsebkönyvek, Móra, 1975.

## Külső hivatkozások
- Magyar Múzeumi Arcképcsarnok.2002.